# カイロン・マクマスター
カイロン・マクマスター（Kyron McMaster OBE、1997年1月3日 ‐ ）は、イギリス領ヴァージン諸島・ロードタウン出身の陸上競技選手。専門は400mハードル。

## 経歴
2016年U20世界陸上競技選手権大会で銅メダルを獲得した。
2017年世界陸上競技選手権大会では、予選で他のレーンに入ったことにより失格となった。選手権翌月には、コーチのXavier "Dag" Samuelsがハリケーン・イルマの犠牲となる不幸に見舞われたが、翌2018年には北中米カリブ選手権、中央アメリカ・カリブ海競技大会、英連邦競技大会で相次いで優勝した。
2020年東京オリンピックでは決勝に進出したが、惜しくも4位に終わりイギリス領ヴァージン諸島初のメダル獲得とはならなかったものの、世界歴代8位となる47秒08の国内記録を樹立した。このレースはメダリストの3人が、1992年バルセロナオリンピックでケビン・ヤングが樹立した従来の世界記録を上回る高速レースだったが、マクマスターは報道陣に対し、国立競技場のトラック（イタリア・モンド社製）について、「今まで走ったトラックの中で一番走りやすく、表面がそこに無くて脚が回転しているだけの様に感じた」と答えた。